# Nycteris madagascariensis
Nycteris madagascariensis es una especie de murciélago de la familia Nycteridae.

## Distribución geográfica
Es endémica de Madagascar.